# Ізоморфні ланцюги
Ізоморфні ланцюги (рос. изоморфные цепи, англ. isomorphous chains) — у кристалічних полімерних структурах — ланцюги, які характеризуються однаковою хіральністю та орієнтацією.
Наприклад, ланцюги ізотактичного поліпропілену, що мають однакові структури — TG+TG+TG+–, де знаки"+" означають однакову гелісність(напрямок закручування спіралі).